# Koučiumi
Koučiumi (japonsky 小内海駅, Koučiumi-eki) je neobsazená železniční stanice společnosti JR Kjúšú na trati Ničinan. Zastavují zde osobní i spěšné vlaky.